# Merel Freriks
Merel Freriks (* 6. Januar 1998) ist eine niederländische Handballspielerin, die dem Kader der niederländischen Nationalmannschaft angehört.

## Karriere

### Im Verein
Merel Freriks begann das Handballspielen beim HV Borger. Im Jahre 2010 wechselte die Kreisläuferin zu E&O. Nachdem Freriks für die Damenmannschaft von E&O in der höchsten niederländischen Spielklasse aufgelaufen war, wechselte sie im Sommer 2017 zum deutschen Bundesligisten HSG Bensheim/Auerbach. Ab der Saison 2019/20 stand sie beim Ligakonkurrenten Borussia Dortmund unter Vertrag. Mit Dortmund gewann sie 2021 die deutsche Meisterschaft. Im Sommer 2022 wechselte Freriks zum französischen Erstligisten Brest Bretagne Handball. Im November 2023 zog sie sich in einem Pflichtspiel eine Kreuzbandverletzung zu. Im Sommer 2024 wechselte sie zum norwegischen Erstligisten Vipers Kristiansand. Nachdem die Vipers im Januar 2025 einen Insolvenzantrag gestellt hatte, schloss sie sich dem dänischen Erstligisten Team Esbjerg an. Ab dem Sommer 2025 wird sie für den rumänischen Erstligisten CSM Bukarest auflaufen.

### In Auswahlmannschaften
Freriks lief anfangs für die niederländische Jugend- und Juniorinnennationalmannschaft auf. Mit diesen Auswahlmannschaften nahm sie an der U-17-Europameisterschaft 2015, an der U-19-Europameisterschaft 2017 und an der U-20-Weltmeisterschaft 2018 teil. Am 28. Oktober 2017 gab sie ihr Debüt für die niederländische Nationalmannschaft. Mit der niederländischen Auswahl gewann sie die Bronzemedaille bei der Europameisterschaft 2018. Im Turnierverlauf erzielte sie insgesamt sieben Treffer. Bei der Weltmeisterschaft 2019 gewann sie im Finale gegen die spanische Auswahl den WM-Titel. Mit der niederländischen Auswahl nahm sie an den Olympischen Spielen in Tokio teil.